# タガーンスコ＝クラスノプレースネンスカヤ線
タガーンスコ＝クラスノプレースネンスカヤ線（タガーンスコ＝クラスノプレースネンスカヤせん、ロシア語: Таганско-Краснопресненская ли́ния）はモスクワ地下鉄の路線の一つである。1966年にモスクワ地下鉄7号線として開通し、現在はプラネルナヤ駅（Пла́нерная）とコテルニキ駅（Коте́льники）を結ぶ。総延長距離は42.0km、23の駅があり、1日当たりの乗車人員は1,370,200人である。

## 駅一覧
- プラネルナヤ駅 (Планерная)
- スホドネンスカヤ駅 (Сходненская)
- トゥシンスカヤ駅 (Тушинская)
- スパルタク駅 (Спартак)
- シチュキンスカヤ駅 (Щукинская)
- オクチャブリスコエ・ポレ駅 (Октябрьское поле)
- ポレジャエフスカヤ駅 (Полежаевская)
- ベゴヴァヤ駅 (Беговая)
- 1905年通り駅 (Улица 1905 года)
- バリカドナヤ駅 (Баррикадная)
- プーシキンスカヤ駅 (Пушкинская)
- クズネツキー・モスト駅 (Кузнецкий Мост)
- キタイ・ゴロド駅 (Китай-город)
- タガンスカヤ駅 ( (Таганская)
- プロレタルスカヤ駅 (Пролетарская)
- ヴォルゴグラヅキー・プロスペクト駅 (Волгоградский проспект)
- チェクスチリシキ駅 (Текстильщики)
- クズミンキ駅 (Кузьминки)
- リャザンスキー・プロスペクト駅 (Рязанский проспект)
- ヴィヒノ駅 (Выхино)
- レールモントフスキー・プロスペクト駅 (Лермонтовский проспект)
- ジュレビノ駅 (Жулебино)
- コテルニキ駅 (Котельники)

## 開業年次
| 駅                                          | 開業年     | 距離    |
| ------------------------------------------- | ---------- | ------- |
| タガンスカヤ駅 - ヴィヒノ駅                 | 1966-12-31 | 12.9 km |
| タガンスカヤ駅 - キタイ・ゴロド駅           | 1970-12-30 | 2.1 km  |
| バリカドナヤ駅 - オクチャブリスコエ・ポレ駅 | 1972-12-30 | 7.2 km  |
| キタイ・ゴロド駅 - バリカドナヤ駅           | 1975-12-17 | 4.1 km  |
| オクチャブリスコエ・ポレ駅 - プラネルナヤ駅 | 1975-12-30 | 9.6 km  |
| ヴィヒノ駅 - ジュレビノ駅                   | 2013-11-09 | 4.6 km  |
| スパルタク駅                                | 2014-08-27 | —       |
| コテルニキ駅                                | 2015-09-21 | 1.3 km  |
| 合計                                        | 23駅       | 41.8 km |

## 乗換
|    | 接続路線                                 | 乗換駅                         |
| -- | ---------------------------------------- | ------------------------------ |
| 1  | ソコーリニチェスカヤ線                   | クズネツキー・モスト駅         |
| 2  | ザモスクヴォレーツカヤ線                 | プーシキンスカヤ駅             |
| 5  | 環状線                                   | バリカドナヤ駅、タガンスカヤ駅 |
| 6  | カルーシュスコ＝リーシュスカヤ線         | キタイ・ゴロド駅               |
| 8  | カリーニンスコ＝ソンツェフスカヤ線       | タガンスカヤ駅                 |
| 9  | セルプホーフスコ＝チミリャーゼフスカヤ線 | プーシキンスカヤ駅             |
| 10 | リュビリーンスコ＝ドミトロフスカヤ線     | プロレタルスカヤ駅             |